# Henry de Montherlant
Henry Marie Joseph Frédéric Expedite Millon de Montherlant (Paris, 21 de abril de 1896 – Paris, 21 de setembro de 1972) foi um escritor, ensaísta e romancista francês.

## Biografia
Com raízes na nobreza catalã, Henry de Montherlant decide desde muito novo que quer ser escritor, começando por experimentar a escrita com um diário intímo (que seria destruído no final da sua vida). Depois da morte do seu pai, a sua educação fica a cargo da sua mãe, que lhe transmite o seu amor pela literatura. Quo Vadis de Henryk Sienkiewicz, que ela lhe dá a ler, marcará toda a sua vida e proporcionar-lhe-á temas que ele explorará extensivamente na sua obra (a amizade, os touros, Roma, e o suicídio).
A sua expulsão, em 1912, do prestigiado Colégio Sainte-Croix de Neuilly-sur-Seine será tema para duas das suas obras La ville dont le prince est un enfant (1951) e Les Garçons (1969).
Após o final da Primeira Guerra Mundial, Montherlant interessa-se pelos estádios, a pista de atletismo e o futebol, onde reencontrará a juventude, renovará a fraternidade e exaltará os corpos dos atletas.
Como grande admirador das civilizações da bacia do Mediterrâneo (Roma Antiga, Espanha, civilização árabe) Montherlant viaja extensivamente pela zona e chega a viver durante alguns anos na Argélia colonial, onde encontra, idealizando, a coragem e virtude antigas que conhecia das suas leituras juvenis de Nietzsche.
Patriota e anticolonialista, escreve Le Songe, sobre a amizade e a coragem dos combatentes, e em vários artigos e obras diversas, desafiar o leitor a levantar-se contra a Alemanha Nazi (1936 a 1938). L'Équinoxe de Septembre será proibido pelo ocupante. La Rose de Sable, onde descreve os excessos da França colonialista, verá a sua edição fragmentada por uma trintena de anos, até 1968.
Depois do final da Segunda Guerra Mundial, procura evitar as lutas partidárias e consagra-se à escrita de teatro, narrando a grandeza e miséria de homens e mulheres destroçados pelas suas paixões, traídos e perdidos.
No pós-guerra foi também autor de numerosos desenhos e esboços realizados numa mina de chumbo, esquições representando detalhadamente cenas de tauromaquia, homens vestidos de luz, e alguns nus femininos e masculinos. Renunciará posteriormente ao desenho explicando que "tout ce qui n'est pas littérature ou plaisir est temps perdu" ("tudo o que não é literatura ou prazer é tempo perdido").
Montherlant esquiva-se do amor e das mulheres, com as quais se mostra sempre defensivo, mas consegue penetrar na sua psicologia, através dos seus quatro romances sobre "Jeunes Filles" ("Raparigas"), que serão vendidos aos milhões.
Depois de um acidente, que quase o cegou, suicida-se em 21 de setembro de 1972 na sua casa do n.º 25 do quai Voltaire, em Paris, em coerência com os principais romances da sua obra, "pour échapper à l'angoisse de devenir aveugle subitement" (para escapar à angústia de ficar cego subitamente").
As suas cinzas foram dispersas por Jean-Claude Barat, o seu herdeiro, e Gabriel Matzneff, em Roma, no Fórum Boário, por entre as pedras do Templo de Portuno ("Templo da Fortuna Viril") e as águas do rio Tibre.
André Gide chamou-lhe "um senhor das letras"; Montherlant seria eleito em 1960 para a Academia Francesa, sem nunca o ter solicitado.
Em várias ocasiões Roger Peyrefitte, de quem foi amigo, fala dele sob o pseudónimo de Lionel de Beauséant, sendo de particular relevo o capítulo que lhe é dedicado em Des Français. Também é mencionado em La Mort d'une mère, onde os seus desígnios revelam sucessivamente o seu cinismo e o seu sentido de humor.

## O culto do segredo e a homossexualidade
Como o salienta o seu principal biógrafo, Pierre Sipriot, Montherlant cultiva ao longo da sua vida, uma forma de segredo que roçava a impostura: sobre as origens e a natureza do seu sangue nobre, sobre a sua data de nascimento, que falsificou rejuvenescendo-se de um ano (quis nascer a 21 de Abril, data da fundação de Roma, e mesmo a Academia Francesa se confundiu, visto que regista oficialmente o seu nascimento em 30 de Abril) e sobre a sua homossexualidade.
Uma aura poética rodeia também a natureza dos seus ferimentos de guerra e as suas experiências tauromáquicas. O grande escritor pretendeu ficcionar a sua vida, adaptando os factos em função dos seus desejos.
Finalmente, na sua vida privada mantinha uma vida dupla, como o revelou o seu amigo Roger Peyrefitte, com quem partilhava a paixão pederasta por rapazes adolescentes.
Depois da sua morte, todos estes novos elementos revelam novas perspectivas sobre a sua obra, valorizando-a nalguns casos e relativizando-a noutros.

## Obras
Romances
- La jeunesse d'Alban de Bricoule :
  - Le songe (1922)
  - Les bestiaires (1926)
  - Les garçons (1969)
- Les voyageurs traqués :
  - Aux fontaines du désir (1927)
  - La petite infante de Castille (1929)
  - Un voyageur solitaire est un diable (1961)
- Les jeunes filles :
  - Noivas de Ninguém (Les jeunes filles, 1936), romance, Mem Martins, Europa-América, 1974, trad. Adelino dos Santos Rodrigues
  - Piedade para as Mulheres (Pitié pour les femmes, 1936), Mem Martins, Europa-América, 1975, trad. Adelino dos Santos Rodrigues
  - O Demónio do Bem (Le démon du bien, 1937), romance, Mem Martins, Europa - América, 1976, trad. Adelino dos Santos Rodrigues
  - As Leprosas - no original Les lépreuses (1939)
- Les célibataires (1934)
- Les Nouvelles chevaleries (1942), Jean Vigneau
- Le chaos et la nuit (1963)
- Un assassin est mon maître (1971)
- Mais aimons-nous ceux que nous aimons ? (1973)
- Moustique  {1986}

Teatro
- L'exil (1929)
- La Reine morte (1942)
- Fils de personne (1943)
- Un incompris (1943)
- Malatesta (1946)
- Le maître de Santiago (1947)
- Demain il fera jour (1949)
- Pasiphaé (Montherlant)|Pasiphaé (1949)
- Celles qu'on prend dans ses bras (1950)
- La ville dont le prince est un enfant (1951)
- Port-Royal (1954)
- La Mort qui fait le trottoir (1956)
- Le cardinal d'Espagne (1960)
- La guerre civile  (1965)

Ensaios
- La relève du matin (1920)
- Les Olympiques (1924)
- Mors et vita (1932)
- Service inutile (1935)
- L'équinoxe de septembre (1938)
- Le solstice de juin (1941)

Notas
- Garder tout en composant tout (2001), dir. Jean-Claude Barat et Yasmina Barat.